# Beryl Reid
Beryl Elizabeth Reid, OBE (Hereford, Herefordshire, 17 de juny de 1919 – South Buckinghamshire, 13 d'octubre de 1996), va ser una actriu teatral, cinematogràfica i televisiva anglesa.

## Biografia
Nascuda a Hereford, Anglaterra, era filla de pares escocesos i es va criar a Manchester, estudiant a les high schools dels barris de Withington i Levenshulme d'aquesta ciutat.
Reid va començar a treballar en una revista en la temporada teatral estiuenca de 1936 a Bridlington. Encara que no va tenir un aprenentatge formal, va arribar a actuar com a actriu de comèdia en el Royal National Theatre de Londres.
El seu primer gran èxit va arribar amb el xou radiofònic de la BBC Educating Archie, fent el paper de l'entremaliada col·legiala Monica i posteriorment el de Marlene.
Els múltiples papers de Reid per al cinema i la TV van rebre bones crítiques. Cal destacar-ne el paper de lesbiana que li va suposar un Premi Tony a la Millor Actriu Principal en una Obra de Teatre en L'assassinat de la germana George, i que en la versió per a la pantalla li va suposar una nominació per al Globus d'Or a la millor actriu dramàtica. La gira amb l'obra no havia estat un èxit, i l'actriu va patir rebuig ciutadà a causa del seu personatge homosexual.
Reid va interpretar Connie Sachs en dues produccions, Tinker, Tailor, Soldier, Spy i Smiley's People. Per Smiley's People va guanyar un BAFTA a la millor actriu de televisió. Un altre dels seus papers televisius va ser el d'una subversiva feminista en el drama de 1987 The Beiderbecke Tapes.
A més d'actuar, Reid va escriure una autobiografia, So Much Love.

## Defunció
Beryl Reid es va morir el 1996 a South Buckinghamshire, Anglaterra, per complicacions sorgides després d'una operació en el genoll. Tenia 77 anys. Les seves restes van ser incinerades.

## Filmografia
| Any  | Pel·lícula                       | Paper                       | Notes                                                                                       |
| ---- | -------------------------------- | --------------------------- | ------------------------------------------------------------------------------------------- |
| 1954 | The Belles of St Trinian's       | Miss Wilson                 |                                                                                             |
| 1956 | The Extra Day                    | Beryl                       |                                                                                             |
| 1960 | Two-Way Stretch                  | Miss Pringle                |                                                                                             |
| 1962 | The Dock Brief                   | Doris Fowle                 |                                                                                             |
| 1968 | Inspector Clouseau               | Mrs. Weaver                 |                                                                                             |
| 1968 | Star!                            | Rose                        |                                                                                             |
| 1968 | The Killing of Sister George     | June 'George' Buckridge     | Nominada—Globus d'Or a la millor actriu dramàtica                                           |
| 1969 | The Assassination Bureau         | Madame Otero                |                                                                                             |
| 1970 | Entertaining Mr Sloane           | Kath                        |                                                                                             |
| 1970 | The Beast in the Cellar          | Ellie Ballantyne            |                                                                                             |
| 1971 | Psychomania                      | Mrs. Latham                 |                                                                                             |
| 1972 | Pare, Dear Pare                  | Mrs. Stoppard               |                                                                                             |
| 1972 | Dr. Phibes Rises Again           | Miss Ambrose                |                                                                                             |
| 1973 | No Sex Please, We're British     | Bertha Hunter               |                                                                                             |
| 1977 | Joseph Andrews                   | Mrs. Slipslop               |                                                                                             |
| 1978 | Rosie Dixon - Night Nurse        | Matron                      |                                                                                             |
| 1978 | Carry On Emmannuelle             | Mrs Valentine               |                                                                                             |
| 1979 | Tinker Tailor Soldier Spy        | Connie Sachs                | Episodi "Smiley Tracks the Mole" Nominada—British Academy Television Award for Best Actress |
| 1980 | Rhubarb Rhubarb                  | Home Owner's Wife           |                                                                                             |
| 1981 | Late Flowering Love              |                             | Segment "Invasion Exercise on the Poultry Farm"                                             |
| 1982 | Doctor Who: Earthshock           | Briggs                      | (Episodis 2, 3, 4)                                                                          |
| 1982 | Smiley's People                  | Connie Sachs                | Episodi #1.3 British Academy Television Award for Best Actress                              |
| 1983 | Yellowbeard                      | Lady Lambourn               |                                                                                             |
| 1983 | The Wind in the Willows          | Ms. Carrington Moss         |                                                                                             |
| 1983 | The Irish R.M.                   | Mrs Knox of Aussolas Castle |                                                                                             |
| 1984 | Minder                           | Ruby                        | Sèrie 5, episodi 4 "The Second Time Around"                                                 |
| 1985 | The Doctor and the Devils        | Mrs. Flynn                  |                                                                                             |
| 1985 | Bergerac                         | Miss Broome                 | Sèrie 4, episodi 4: "Low Profile"                                                           |
| 1985 | The Secret Diary of Adrian Mole  | May Mole                    | (5 episodis)                                                                                |
| 1987 | The Growing Pains of Adrian Mole | Àvia Mole                   | (6 episodis)                                                                                |
| 1987 | The Beiderbecke Tapes            | Sylvia                      | (1 episodi)                                                                                 |